# Perrey Reeves
Perrey Reeves (New York, 30 novembre 1970) è un'attrice statunitense, nota per il suo ruolo in Entourage.

## Biografia
Nata a New York, la sua famiglia si è trasferita nel paesino di New Hampshire. I suoi genitori erano molto tradizionali, arrivando addirittura a non avere una televisione. Studiò in scuola di recitazione molto importanti, sia in Italia che in Francia. Col tempo capì di avere una vera e propria passione per la recitazione e decise quindi di iniziare la sua carriera d'attrice.
Ha partecipato alla serie televisiva Entourage (2004-2011), ha interpretato il ruolo della moglie di Ari Gold nella serie Le regole dell'amore e successivamente è apparsa in Grey's Anatomy.
Dal 2017 al 2018 ha recitato nella serie televisiva Famous in Love, nei panni della produttrice cinematografica Nina Devon.

## Filmografia

### Cinema
- La bambola assassina 3 (Child's Play 3), regia di Jack Bender (1991)
- Scalciando e strillando (Kicking and Screaming), regia di Noah Baumbach (1995)
- Smoke Signals, regia di Chris Eyre (1998)
- The Suburbans - Ricordi ad alta fedeltà (The Suburbans), regia di Donal Lardner Ward (1999)
- Old School, regia di Todd Phillips (2003)
- Mr. & Mrs. Smith, regia di Doug Liman (2005)
- Vicious Circle, regia di Paul Boyd (2008)
- Innocence, regia di Hilary Brougher (2013)
- Fugly!, regia di Alfredo De Villa (2013)
- Entourage, regia di Doug Ellin (2015)
- Cosmic Sin, regia di Edward Drake (2021)

### Televisione
- I quattro della scuola di polizia (21 Jump Street) – serie TV, 1 episodio (1990)
- Flash (The Flash) – serie TV, 1 episodio (1990)
- Doogie Howser (Doogie Howser, M.D.) – serie TV, 2 episodi (1991-1992)
- Homefront – serie TV, 3 episodi (1992)
- Il ritorno di Ironside (The Return of Ironside), regia di Gary Nelson – film TV (1993)
- Red Shoe Diaries – serie TV, 1 episodio (1994)
- X-Files (The X-Files) – serie TV, episodio 2x07 (1994)
- La signora in giallo (Murder, She Wrote) – serie TV, episodio 11x06 (1994)
- Too Something – serie TV, 1 episodio (1994)
- I viaggiatori (Sliders) – serie TV, 1 episodio (1996)
- Off Centre – serie TV, 1 episodio (2001)
- The Lyon's Den – serie TV, 9 episodi (2003)
- CSI - Scena del crimine (CSI: Crime Scene Investigation) – serie TV, 1 episodio (2003)
- CSI: Miami – serie TV, 1 episodio (2003)
- Entourage – serie TV, 76 episodi (2004-2011)
- Medium – serie TV, 1 episodio (2005)
- Grey's Anatomy – serie TV, episodio 5x11 (2009)
- Le regole dell'amore (Rules of Engagement) – serie TV, 1 episodio (2009)
- Ghost Whisperer - Presenze (Ghost Whisperer) – serie TV, 1 episodio (2009)
- Castle – serie TV, episodio 2x10 (2009)
- Private Practice – serie TV, 1 episodio (2010)
- Hawaii Five-0 – serie TV, 1 episodio (2011)
- NCIS - Unità anticrimine (NCIS) – serie TV, episodio 9x15 (2012)
- Breaking In – serie TV, 1 episodio (2012)
- White Collar – serie TV, 1 episodio (2012)
- Royal Pains – serie TV, 1 episodio (2013)
- Perception – serie TV, 3 episodi (2013-2014)
- Covert Affairs – serie TV, 6 episodi (2014)
- Famous In Love – serie TV, 17 episodi (2017-2018)
- The Affair - Una relazione pericolosa (The Affair) – serie TV, 1 episodio (2019)
- Rapimento in diretta (The Lead), regia di Philippe Gagnon (2020) - film TV
- Paradise City - Serie TV, 8 episodi (2021-)

## Doppiatrici italiane
Nelle versioni in italiano delle opere in cui ha recitato, Perrey Reeves è stata doppiata da:
- Barbara Berengo Gardin in X-Files, Private Practice
- Monica Ward in La bambola assassina 3
- Irene Di Valmo in Scalciando e strillando
- Claudia Catani in Old School
- Isabella Guida in Entourage (serie)
- Roberta Greganti in Castle
- Manuela Cenciarelli in Hawaii Five-0
- Daniela Calò in NCIS - Unità anticrimine
- Laura Lenghi in White Collar
- Barbara De Bortoli in Entourage (film)
- Francesca Fiorentini in Famous in Love
- Chiara Colizzi in Perception
- Tatiana Dessi in The Affair - Una relazione pericolosa
- Alessandra Korompay in Cosmic Sin
- Beatrice Margiotti in Rapimento in diretta